# Mazel Tov
Mazel Tov é um filme de curta-metragem brasileiro, dirigido por Jaime Lerner e Flávia Seligman em 1990.

## Outras informações técnicas
- Produção: Monica Schmiedt
- Fotografia: Jaime Lerner
- Roteiro: Flávia Seligman e Jaime Lerner
- Montagem: Giba Assis Brasil
- Trilha sonora original: Hique Gomez
- Figurino: Viviane Gil

## Sinopse
O filme conta duas histórias simultâneas, baseadas em histórias e depoimentos reais. Retrata o contexto da imigração judaica para o Rio Grande do Sul, fugindo das perseguições antissemitas na Europa no início do século XX.

## Elenco
- Alana Azevedo
- Vanessa Barum
- Simone Castiel
- Marley Danckwardt
- Cláudio Penadez
- Leandro Peres
- Miguel Ramos
- Oscar Simch
- Annita Tachenco
- Biratã Vieira

## Prêmios
O filme ganhou um Prêmio Estímulo da Secretaria de Estado da Cultura do Rio Grande do Sul. Além desse prêmio, o filme também recebem outras duas premiações.
- 1990 - Menção Especial para Melhor Direção de Arte no Festival de Brasília.
- 1990 - Melhor Direção de Arte no Rio Cine Festival.

## Participação em festivais
- 1990 - Festival de Gramado
- 1990 - Festival de Havana
- 1990 - Festival de Caracas